# 180-й навчальний центр (Україна)
180-й навчальний центр РХБЗ  (180 НЦ РХБЗ, в/ч) — навчальний центр підготовки фахівців радіаційного, хімічного та біологічного захисту Збройних сил України на базі Харківського інституту танкових військ.

## Історія
24 квітня 2003 року у Харківському інституті танкових військ ім. Верховної Ради України Національного технічного університету «Харківський політехнічний інститут» (НТУ «ХПІ») на факультеті РХБз відкрито 180-й навчальний центр підготовки фахівців РХБ захисту.
Протягом 2012—2013 рр. 180-й навчальний центр військ РХБЗ було передислоковано з м. Харкова до новоствореного 184-го Навчального центру НАСВ ім. гетьмана Петра Сагайдачного.

## Структура
- Навчальна частина
- Відділення особового складу та стройове
- Відділення секретного документального діловодства
- 1 навчальна рота РХБ захисту
- 2 навчальна рота РХБ захисту

## Командування
- підполковник Дмитренко Михайло Вікторович (з 2003 по 2008 рік)
- підполковник Чулінда Андрій Андрійович (з 2008 по 2012 рік)

Заступники
- майор Матикін Олексій Володимирович
- майор Пихов Олексій Олексійович — заступник з виховної роботи
- майор Топчий Віталій Леонідович — заступник з навчальної роботи